# بيسة
بيسا أو بيسة (بالإنجليزية: paisa أو baisa أو poisha)‏ (لغة نيبالية/(بالهندية: पैसा)‏، (بالأردوية: پیسہ)‏، (بالبنغالية: পয়সা)‏ (لهجة عمانية: بيسة) هي وحدة نقدية في عدة بلدان. في الهند ونيبال وباكستان، تساوي البيسة حالياً 1/100 من الروبية. في بنغلاديش، يساوي بويشا 1/100 من التاكا البنغلاديشية. في سلطنة عمان، تساوي البيسة 1/1000 ريال عماني.

## الاستخدام
- بويشا (Poisha) = 1⁄100 من تاكا بنغلاديشي
- بيسا (Paisa) = 1⁄100 من روبية هندية
- بايسا (Paisa) = 1⁄100 من روبية نيبالية
- بيسة (Baisa) = 1⁄1000 من ريال عماني
- بيسا (Paisa) = 1⁄100 من روبية باكستانية

## معرض الصور

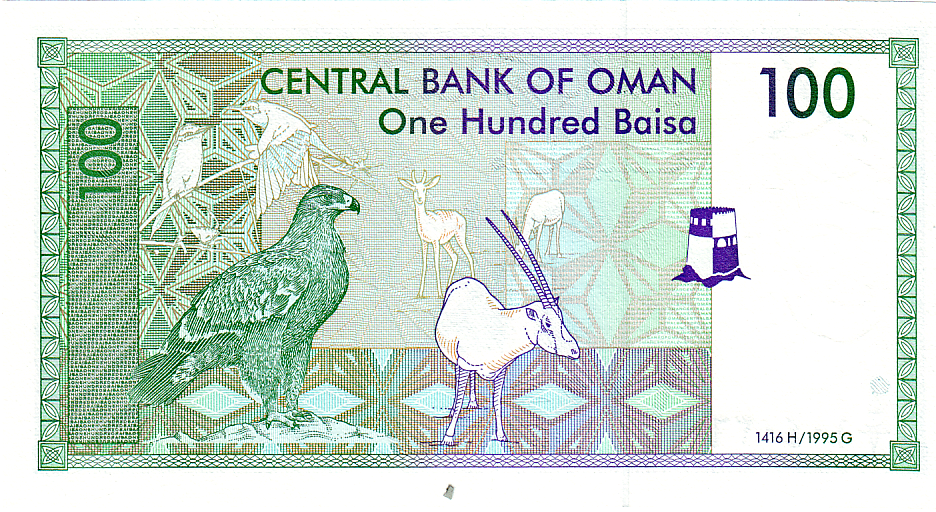
عملة ورقية نقدية عمانية بقيمة 100 بيسة (ظهر العملة).
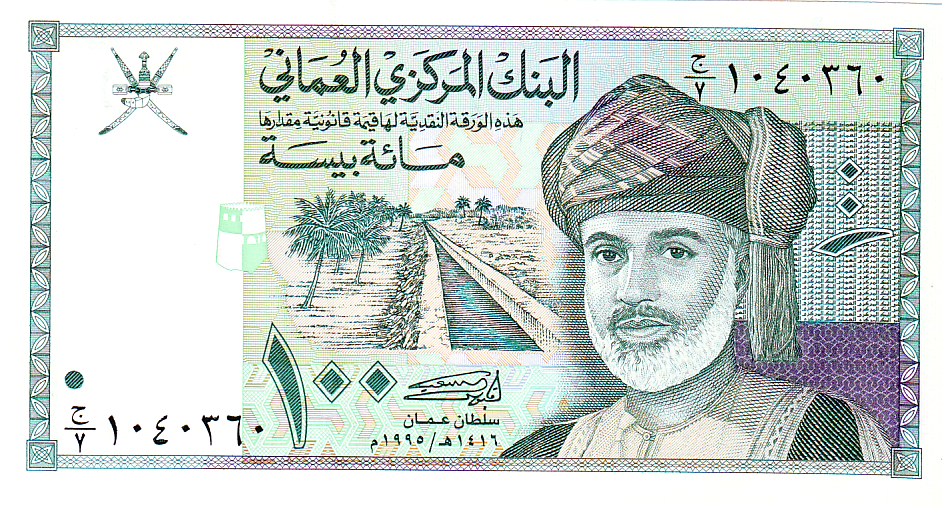
عملة ورقية نقدية عمانية بقيمة 100 بيسة (1990).